# Georgi-Damjanovo
Georgi-Damjanovo (bulgariska: Георги-Дамяново) är en ort i Bulgarien.   Den ligger i kommunen Obsjtina Georgi-Damjanovo och regionen Montana, i den västra delen av landet, 80 km norr om huvudstaden Sofia. Georgi-Damjanovo ligger 246 meter över havet och antalet invånare är 748.
Terrängen runt Georgi-Damjanovo är huvudsakligen kuperad, men österut är den platt. Georgi-Damjanovo ligger nere i en dal. Närmaste större samhälle är Montana, 16,0 km öster om Georgi-Damjanovo.
I omgivningarna runt Georgi-Damjanovo växer i huvudsak lövfällande lövskog. Runt Georgi-Damjanovo är det ganska glesbefolkat, med 34 invånare per kvadratkilometer.